# 야시로다촌
야시로다촌(矢代田村)은 니가타현 나카칸바라군에 설치되었던 촌이다.

## 연혁
- 1889년 4월 1일 - 정촌제 시행과 함께 나카칸바라군 야시로다촌이 성립하였다。
- 1901년 11월 1일 - 나카칸바라군 고스도정, 요코미즈촌, 신보촌과 합병해 고스도정이 신설되어 소멸하였다.